# Хуан Мануель Фунес
Хуан Мануель Фунес Фернандес (ісп. Juan Manuel Funes Fernández, нар. 16 травня 1966, Гватемала) — гватемальський футболіст, який грав на позиції півзахисника. Відомий за виступами в складі низка гватемальських клубів, а також у складі збірної Гватемали, в складі якої брав участь у турнірі Олімпійських ігор 1988 року, а також на турнірі Золотого кубку КОНКАКАФ 1996 року, на якому команда зайняла 4-те місце, найвище для себе місце в турнірах такого рангу. Неодноразовий чемпіон Гватемали та володар Кубка Гватемали.

## Клубна кар'єра
Хуан Мануель Фунес розпочав виступи на футбольних полях у 1983 році в гватемальському клубі «Аурора». Наступного року Фунес у складі команди вперше за кар'єру став чемпіоном країни та володарем Кубка Гватемали. У 1986 році футболіст став гравцем клубу «Мунісипаль» зі столиці країни міста Гватемала, в якому грав до 1997 року. Протягом цього часу Хуан Мануель Фунес у складі «Мунісипаля» 5 разів ставав чемпіоном країни та двічі ставав володарем кубка країни.
У 1997 році Хуан Мануель Фунес став гравцем іншого столичного клубу «Коммунікасьйонес». У складі нової команди Фунес грав протягом чотирьох років до 2001 року, та чотири рази поспіль ставав у складі команди чемпіоном країни. У 2001 році футболіст став гравцем клубу «Депортіво Халапа», й уже в перший рік виступів став у складі команди володарем Кубка Гватемали. У 2002 році повернувся до свого першого клубу «Аурора», в якому завершив виступи на футбольних полях у 2005 році.

## Виступи за збірну
У 1985 році Хуана Мануеля Фунеса включили до складу збірної Гватемали для участі в Чемпіонаті націй КОНКАКАФ 1985, який одночасно виконував роль відбіркового турніру до чемпіонату світу 1986 року. На цьому турнірі гватемальська збірна припинила боротьбу на стадії групового турніру, а Фунес відзначився 1 забитим м'ячем. У 1988 році Хуан Мануель Фунес у складі збірної брав участь у футбольному турнірі Олімпійських ігор 1988 року, на якому збірна Гватемали зайняла останнє місце в групі.
У 1996 році Хуан Мануель Фунес увійшов до складу збірної для участі в Золотому кубку КОНКАКАФ 1996 року. У складі збірної Фунес зайняв на цьому турнірі 4-те місце, що стало найвищим місцем гватемальської збірної в турнірах континентального рангу. Надалі Хуан Мануель Фунес грав у складі збірної Гватемали на Золотому кубку КОНКАКАФ 1998 року та Золотому кубку КОНКАКАФ 2000 року, й у 2000 році завершив виступи у складі збірної. Усього вскладі збірної зіграв 66 матчів, у яких відзначився 15 забитими м'ячами.

## Тренерська кар'єра
Невдовзі після завершення кар'єри гравця у 2006 році Хуан Мануель Фунес став одним із тренерів юнацької збірна Гватемали з футболу, а за деякий час очолив юнацьку збірну країни. У 2021—2022 роках колишній футболіст очолював гватемальський клуб «Санта-Люсія».